# Indalecio Sáyago Herrera
Indalecio Sáyago Herrera (Mecacalco, Altotonga, Veracruz, 14 de abril de 1910 - Ciudad de México, 23 de julio de 2004) fue un político de México. Profesor normalista. Fue dirigente sindical del magisterio en Veracruz, y varias veces parlamentario, defensor de la Constitución de 1917.
Formó parte de la comisión que presidió el Congreso Constituyente del SNTE en diciembre de 1943 y posteriormente fue parte del Comité Nacional del sindicato de Maestros de México durante varios años. Fue candidato a Gobernador de su estado natal, Veracruz.